# Sonia Sierra Infante
Sonia Sierra Infante (Terrassa, Vallès Occidental, 22 d'abril de 1973) és una docent, articulista i política catalana, diputada al Parlament de Catalunya en la XI Legislatura.

## Biografia
En 1996 es llicencià en filologia hispànica en la Universitat Autònoma de Barcelona, on s'hi doctorà el 2008. També té un Postgrau en Didàctica de la Llengua Estrangera i un Màster en Literatura Espanyola per aquesta mateixa universitat. Ha estat professora de llengua i literatura espanyola per a estrangers i per a ensenyament secundari de 1996 a 2015, i de 2009 a 2015 ha estat professora associada a la UAB.
És col·laboradora habitual al Huffington Post, Economía Digital i Crónica Global. També és fundadora i membre destacada del col·lectiu Puerta de Brandenburgo, format per un grup de professors que pretenen "desmuntar els arguments de l'independentisme català". També ha escrit poesia. Va ser una de les sòcies fundacionals de Societat Civil Catalana (SCC).
No se li coneix militància política abans del seu ingrés a Ciutadans - Partit de la Ciutadania, amb el qual a les eleccions municipals espanyoles de 2015 fou elegida regidora de l'Ajuntament de Barcelona. Poc després fou nomenada vocal de la Comissió Informativa i de Seguiment de Cultura, Educació i Esports i portaveu del grup C's a la Diputació de Barcelona. Posteriorment fou escollida diputada a les eleccions al Parlament de Catalunya de 2015. A les eleccions al Parlament de Catalunya de 2017 fou reescollida, sent la llista més votada.

## Obres
- La literatura en las clases de ELE en la era de las redes sociales, a Ferrús, Beatriz; Poch, Dolors (eds.)
- El español entre dos mundos. Estudios de ELE en Lengua y Literatura, Iberoamericana/Vervuert, Madrid, 2014;
- "La perversión del lenguaje", a Arza, Juan; Coll, Joaquim (eds.),
- Cataluña. El mito de la secesión, Córdoba, Almuzara, 2014, pp. 257–277
- "El legado de Jordi Pujol", en AAVV, Pujol KO. ¿Y después del "pujolismo"qué?, Barcelona, Economía Digital, 2014, pp. 227–250
- Humor y crítica social en la red en el entorno del 15-M, Discurso & Sociedad, 2012, 6(3), 611-635.
- De lo superficial y lo profundo en la obra de Elvira Lindo